# Jan II van Montfoort

Stamwapen de Rover-van Montfoort

Jan II de Rover van Montfoort (1382 - 16 januari 1448) was de 7e burggraaf van Montfoort heer van Heeswijk, Blokland, Achthoven, Wiliskop, Kattebroek, Linschoten en vanaf 1423 heer van Polsbroek en vanaf 1439 heer van Purmerend, Purmerland en Ilpendam, dijkgraaf van Lopikerwaard en raadslid, tresorier (1418-1430) en stadhouder van Holland (1418, 1425-26).

## Levensloop
Hij was een zoon van Hendrik III van Montfoort en Oda van Polanen. Hij werd als minderjarige in 1399 domproost te Utrecht, een functie waar hij in 1414 weer van afziet. Hij volgt in 1402 zijn vader als burggraaf op, waarna hij deelneemt aan het Beleg van Gorinchem (1402). Jan II is vanaf 1416 bestuurs-raadslid in het graafschap van Holland en ook tijdelijk stadhouder, tevens vormt hij het leiderschap over de Hoekse groepering tijdens de Hoekse en Kabeljauwse twisten. In juni 1417 wordt hij samen met Willem Eggert en Walraven I van Brederode belast met het Beleg van IJsselstein om de terug gekeerde heren van Egmont tot overgave te dwingen.
Vanaf 1425 is hij de grootste steun voor Jacoba van Beieren, die hem liefkozend oome Jan noemt. Jacoba is namelijk "ontsnapt" uit het gravensteen van Gent in augustus/september van 1425 en gevlucht naar de Krimpenerwaard waar de vestigingsdriehoek Gouda-Oudewater-Schoonhoven voor haar word gerealiseerd. Jan van Montfoort werd er van verdacht achter het "ontsnappingscomplot" te zitten. Hij verzamelt zich met vele "Hoekse edelen" in september 1425 tezamen in Gouda.
Hij ondersteunt haar bij de Slag bij Alphen en is mede-scherprechter bij de veroordeling van Jan Lambertsz. Cruyf in 1426. Tussen 1418 en 1430 is Van Montfoort ook tresorier "Gravelijk schatbewaarder" voor Jacoba van Beieren, maar echter tegen 1430 is de kist zo erg leeg geraakt door de vele oorlogen, dat hij uit deze functie werd ontheven door Filips de Goede.
Tijdens het beleg van Gouda in 1428 weet Jan niet op tijd hulp te bieden aan Jacoba en met de Zoen van Delft worden zijn goederen grotendeels ingevorderd maar behoudt zijn burggraafschap. Hij wordt wel bestuurslid bij de "Raad van Negen" die op 13 augustus 1427 werd ingesteld door Filips de Goede en Jacoba van Beieren, een voortkomst uit de "Zoen van Delft" om het Graafschap Holland te besturen. Om Van Montfoort meer in de Bourgondische invloedssfeer te krijgen organiseert Filips de Goede een huwelijk tussen Jan's zoon Hendrik van Montfoort en Margaretha van Croy, een dochter van Anton van Croy, een vertrouweling van Filips de Goede. Het huwelijk werd op 7 november 1432 voltrokken in de ridderzaal van het binnenhof met Isabella van Portugal als hoofdgast.
Op 18 maart 1439 verkoopt Gerrit van Zijl het leenschap Purmerend, Neck, Purmerland en Ilpendam aan Jan II van Montfoort. 

## Huwelijk en kinderen
In 1422 trouwde hij met Cunegonda van Bronkhorst de dochter van Gijsbert VI van Bronckhorst en Heilwig van Tecklenburg. 

Uit zijn huwelijk verkreeg hij minstens twee kinderen:
- Hendrik IV van Montfoort
- Oda van Montfoort